# الجعيدات الحاج التهامي (أولاد عكيل الاولى)
الجعيدات الحاج التهامي هو دُوَّار يقع بجماعة سيدي بوبكر، إقليم الرحامنة، جهة مراكش آسفي في المملكة المغربية. ينتمي الدوّار لمشيخة أولاد عكيل الاولى التي تضم 9 دواوير. يقدر عدد سكانه بـ 86 نسمة حسب الإحصاء الرسمي للسكان والسكنى لسنة 2004.

## روابط خارجية
- البوابة الوطنية للجماعات الترابية
- المندوبية السامية للتخطيط